# Личное первенство ВЦСПС по шахматам
Первенства ВЦСПС — всесоюзные личные соревнования с участием сильнейших шахматистов профсоюзов, которые прходили в СССР. Проводились: мужские (с 1925 — периодически; с 1971 — 1 раз в 2 года) и женские (с 1928; с 1971 — 1 раз в 2 года) турниры. Мужские соревнования (1936 и 1938) были самыми массовые в СССР в 1930-х годах; например, в 1936 в предварительных соревнованиях участвовало около 700 тысяч шахматистов. Только В. Воротникову и И. Острий удалось выиграть по 2 турнира.

## Мужские первенства
- 1925, сентябрь, Москва.
  - 1. Э. Лесман — 10 очков из 13; 2—3. П. Тесленко, М. Фрейдберг — по 8½.
- 1927, март, Ленинград.
  - 1. А. Ильин-Женевский — 8½ очков из 11; 2. Н. Григорьев — 8; 3. Н. Зубарев — 7.
- 1928, ноябрь, Москва.
  - 1. Н. Григорьев — 7½ очков из 10; 2. Н. Зубарев — 7; 3—4. В. Рагозин, С. Розенталь — по 6½.
- 1936, январь, Москва.
  - 1—2. Г. Лисицын, В. Чеховер — по 12 очков из 18 [в дополнительном матче за 1-е место — ничья (+1 −1 =10); звание чемпиона ВЦСПС было присвоено обоим]; 3—4. А. Константинопольский, А. Лилиенталь (вне конкурса) — по 11½; 5. С. Белавенец — 11; 6—7. А. Сокольский, М. Юдович — по 10½; 8. И. Рудаковский — 10; 9—12. И. Мазель, В. Макогонов, В. Панов, Д. Ровнер — по 9½; 13—14. Г. Степанов, А. Толуш — по 9; 15—16. Н. Пименов, В. Силич — по 7; 17. Е. Загорянский — 5½; 18. В. Гергенредер — 4½; 19. О. Рубцова — 2.
- 1938, февраль — март, Ленинград.
  - 1—2. В. Алаторцев, Л. Шамаев — по 14 очков из 21 (оба — чемпионы ВЦСПС); 3. А. Лилиенталь (вне конкурса) — 13; 4—7. Н. Копаев, В. Рагозин, Ровнер, Чеховер — по 12½; 8—10. Лисицын, Сокольский, Толуш — по 12; 11. С. Готгильф — 11½; 12—13. В. Васильев, Мазель — по 11; 14. А. Будо — 10½; 15. Д. Гречкин — 9½; 16. А. Котов — 9; 17. М. Камышов — 8½; 18. Загорянский — 8; 19. Панов — 7½; 20. П. Троицкий — 7; 21. Г. Бастриков — 6; 22. Н. Левитас — 4½.
- 1964, ноябрь — декабрь, Москва.
  - 1. Т. Петросян — 10½ очков из 15; 2. Л. Полугаевский — 9½; 3—4. И. Болеславский, И. Платонов — по 9.
- 1966, август — сентябрь, Ярославль.
  - 1. А. Гипслис — 11 очков из 16; 2. Г. Борисенко — 10½; 3—4. А. Вайсман, В. Тарасов — по 10.
- 1968, апрель, Паланга.
  - 1. Борисенко — 12 очков из 17; 2. Я. Клован — 11; 3—5. А. Вооремаа, И. Мосионжик, Е. Чукаев — по 10.
- 1971, март — апрель, Ленинград.
  - 1. Ю. Сахаров — 11½ очков из 17; 2. О. Каминский — 10½; 3—4. Борисенко, В. Оснос — по 10.
- 1973, июль — август, Ленинград.
  - 1. Воротников — 10½ очков из 15; 2. В. Зильберштейн — 10; 3. Борисенко — 9½.
- 1975, февраль — март, Ярославль.
  - 1. Воротников — 11½ очков из 15; 2. А. Капенгут — 11; 3. А. Бангиев — 10.
- 1977, февраль, Вильнюс.
  - 1. А. Мачульский — 10½ очков из 15; 2. О. Халикян — 10; 3. И. Иванов — 9½.
- 1979, февраль — март, Ярославль.
  - 1. Иванов — 11 очков из 15; 2. Капенгут — 10; 3. Воротников — 9½.
- 1981, март — апрель, Юрмала.
  - 1. Р. Холмов — 11½ очков из 15; 2. С. Палатник — 10½; 3. Г. Пешина — 10.
- 1983, июнь — июль, Даугавпилс.
  - 1. 3. Розенталис — 11 очков из 16; 2. Г. Кайданов — 10; 3—4. Капенгут, И. Половодий — по 9½.
- 1985, март, Баку.
  - 1—3. В. Моисеев, Ю. Шабанов, Ал. Хасин — по 10½ очков из 16.
- 1986, июль, Свердловск.
  - 1. И. Глек — 11 очков из 15; 2—3. А. Авшалумов, И. Смирин — по 9½.
- 1987, октябрь, Тюмень. Чемпионат ВДФСО профсоюзов[1].
  - 1. А. Фролов — 8 очков из 11; 2—6. А. Гусейнов, Е. Глейзеров, Э. Магеррамов, А. Мороз, Я. Мейстер — по 7½[2]. Швейцарская система, 52 участника[1].

## Женские первенства
- 1928, ноябрь, Москва.
  - Победила О. Рубцова — 7 очков из 8.
- 1967, ноябрь, Таллинн.
  - Победила Т. Головей — 3½ очка из 5.
- 1968, апрель, Сочи.
  - В финале 8 участниц. 1. Л. Идельчик — 6 очков из 7; 2. О. Андреева — 5; 3. О. Педько — 4.
- 1971, март — апрель, Ленинград.
  - 1. Т. Морозова — 12 очков из 15; 2. М. Кинсиго (Саммуль) — 10½; 3—4. М. Вартанян, Л. Идельчик — по 10.
- 1973, август — сентябрь, Одесса.
  - 1. Н. Александрия — 13 очков из 17; 2—3. О. Андреева, С. Игнатченко — по 11½.
- 1977, июнь — июль, Ярославль.
  - 1. М. Кинсиго (Саммуль) — 10½ очков из 15; 2. Р. Попивода — 10; 3. Т. Морозова — 9½.
- 1979, май — июнь, Юрмала.
  - 1—2. И. Острий, И. Рубене (Рамане) — по 10 очков из 15; 3—4. Л. Белавенец, Е. Едина — по 9½.
- 1981, июль — август, Таллин.
  - 1—2. Н. Гасюнас, В. Козловская — по 11½ очков из 15; 3. Л. Зайцева — 10½.
- 1983, июнь — июль, Вильнюс.
  - 1. Е. Ахмыловская — 10 очков из 15; 2—3. А. Ахшарумова, 3. Лельчук — по 9½.
- 1984, июль, Таллин.
  - 1. 3. Лельчук — 10 очков из 15; 2—4. И. Ерусланова, Р. Эйдельсон, И. Острий — по 9½.
- 1985, август, Львов.
  - 1. И. Острий — 10 очков из 15; 2—3. Р. Эйдельсон, Н. Гасюнас — по 9½.
- 1986, июнь, Железноводск.
  - 1. Р. Попивода — 10½ очков из 15; 2. Н. Гасюнас — 10; 3. А. Шафранска — 9.
- 1987, июль, Краснодар.
  - 1. М. Шереметьева — 9 очков из 11; 2—3. Л. Домаркайте, Т. Месхи — по 7½.